# Iphinoe maeotica
Iphinoe maeotica is een zeekommasoort uit de familie van de Bodotriidae. De wetenschappelijke naam van de soort is voor het eerst geldig gepubliceerd in 1893 door Sowinskyi.